# Lago Ypoá
O Lago Ypoá é um dos dois maiores lagos do Paraguai. Está localizado no centro-oeste do Paraguai, no limite de Central (departamento) e Paraguarí (departamento) , formando parte do Parque Nacional Lago Ypoá. Possui uma área de 119 mil hectares. A área foi declarada uma reserva natural e Parque Nacional em 1992. 
O acesso ao lago é feito por uma estrada de terra pela empresa Valle Apuá pertencente ao município de Quiindy (Paraguarí). O lago é cercado pelo planalto de Ybycuí e planícies e pântanos do sudeste do Departamento Central. 
O lago tem um ecossistema pouco explorado e conhecido. Em zonas úmidas e estuários ao redor do Lago Ypoá estão as ilhas Mocito, Ildefonso, Valdés e Marcelo. A área tem uma fauna variada, composta de garças, caraúna, papagaios falantes e tucanos. Embora o território do lago tenha sido declarado Parque Nacional, a área do parque ainda não foi implementada.